# تفرد المتبادل (علم نفس)
التفرد المتبادل في مجال علم النفس التطويري، هو افتراض أنه يمكن تطبيق تسمية واحدة فقط على كل شيء في تعلم المفردات المبكر. والتفرد المتبادل هو قيد غالبًا ما تتم مناقشته من قِبل حسابات نطاق محدد للغة على أنها تقييد لفرضيات الأطفال الرضع بشأن المعاني المحتملة للمفرادات.
قد يؤثر التفرد المتبادل على تعلم الطفل للمفردات وذلك من خلال أربع طرق مختلفة. الطريقة الأولى، قد يؤثر التفرد المتبادل على قرار الطفل الرضيع بشأن مرجع الكلمة الجديدة. على سبيل المثال، إذا واجه الطفل شيئًا مألوفًا لدى الطفل مسمى له بالفعل، وشيئًا غير مألوف ليس لدى الطفل مسمى له بعد، فإنه من المرجح أن يقوم بتعيين كلمة جديدة للشيء غير المألوف. وهذا يُسمى بأثر التوضيح. ثانيًا، قد يؤدي الانحراف بالطفل إلى تغيير امتداد الكلمة المألوفة. وفي هذه الحالة، قد يزيل الطفل كلمة «ذئب» من توسيع نطاق كلمة «كلب» عند سماع حيوان يُوصف بأنه «ذئب». وهذا يمكن أن يُسمى أثر التصحيح. كذلك، قد يجبر الانحراف الطفل الرضيع على رفض كلمة جديدة، على سبيل المثال رفض كلمة «ذئب» لصالح كلمة «كلب». وهذا يُسمى بأثر الرفض. وأخيرًا، قد يؤثر التفرد المتبادل على تعميم الكلمة. في هذه الحالة، إذا عرف الطفل أن لشيء ما اسمًا معينًا، فلا ينبغي على الطفل تعميم الأسماء الأخرى عليه. هذا يُعرف باسم أثر التقييد.
هناك مواقف متضاربة في الأدبيات بشأن انحراف التفرد المتبادل. ويعتقد بعض المنظرين أن الأطفال يعالجون هذا الانحراف من بداية تعلم المفردات ويقول آخرون إنهم ليس لديهم أبدًا الانحراف بينما يعتقد آخرون أن الانحراف يُكتسب من خلال الطفولة المبكرة.